# Corte de Apelaciones de Talca
La Corte de Apelaciones de Talca es la corte de apelaciones chilena que tiene asiento en la ciudad de Talca y cuyo territorio jurisdiccional actual comprende la Región del Maule.

## Historia
La Corte de Apelaciones de Talca fue fundada en 1888, por medio de la Ley de 28 de julio del mismo año. Su artículo primero señalaba expresamente:

«Créase una Corte de Apelaciones con asiento en la ciudad de Talca, que se compondrá de cinco miembros i tendrá un Fiscal, dos relatores, un secretario, un escribiente para el Fiscal i dos oficiales de sala.».

Sus primeros ministros, del período 1888-1889, fueron Sótero Gundián (Presidente), Juan Manuel Fernández Carvallo, Horacio Prieto Agüero, Luis Antonio del Canto y Luis Romilio Mora.
En la actualidad la corte se encuentra dividida en dos salas (Art. 61 del Código Orgánico de Tribunales) y se compone de siete ministros (Art. 56 N° 2), 2 fiscales judiciales (Art. 58), un secretario, cinco relatores (Art. 59 N° 3)  y cinco abogados integrantes (Art. 219).

## Composición actual

VII Región del Maule, área jurisdiccional de la corte.

| Cargo           | Ministro                 |
| --------------- | ------------------------ |
| Presidente      | Moises Muñoz Concha      |
| Ministro        | Hernán González García   |
| Ministro        | Marisol Ponce Toloza     |
| Ministro        | Carlos Carrillo González |
| Ministro        | Jeannette Valdés Suazo   |
| Ministro        | Gerardo Bernales Rojas   |
| Ministro        | Blanca Rojas Arancibia   |
| Fiscal Judicial | Óscar Lorca Ferraro      |
| Fiscal Judicial | Gonzalo Pérez Correa     |

## Tribunales bajo su dependencia
La Corte de Apelaciones ejerce sus atribuciones directivas, económicas y correccionales sobre los siguientes tribunales, los cuales se encuentran bajo su dependencia:
| Ciudad       | Tribunales |
| ------------ | --- |
| Curicó       | - 1º, 2º y 3º Juzgados de Letras en lo Civil - Juzgado de Letras del Trabajo - Juzgado de Familia - Juzgado de Garantía - Tribunal de Juicio Oral en lo Penal     |
| Licantén     | - Juzgado de Letras y Garantía (competencia común) |
| Molina       | - Juzgado de Letras (civil, laboral y de familia) - Juzgado de Garantía                                                                                           |
| Talca        | - 1º, 2º, 3º y 4º Juzgados de Letras en lo Civil - Juzgado de Letras del Trabajo - Juzgado de Familia - Juzgado de Garantía - Tribunal de Juicio Oral en lo Penal |
| Constitución | - Juzgado de Letras (civil y laboral) - Juzgado de Familia - Juzgado de Garantía                                                                                  |
| Curepto      | - Juzgado de Letras y Garantía (competencia común) |
| San Javier   | - Juzgado de Letras (civil, laboral y de familia) - Juzgado de Garantía                                                                                           |
| Linares      | - 1º y 2º Juzgado de Letras (civil y laboral) - Juzgado de Familia - Juzgado de Garantía - Tribunal de Juicio Oral en lo Penal                                    |
| Parral       | - Juzgado de Letras (civil y laboral) - Juzgado de Familia - Juzgado de Garantía                                                                                  |
| Cauquenes    | - Juzgado de Letras (civil, laboral y de familia) - Juzgado de Garantía - Tribunal de Juicio Oral en lo Penal                                                     |
| Chanco       | - Juzgado de Letras y Garantía (competencia común) |

Asimismo, ejerce labores correccionales y de segunda instancia sobre los juzgados de policía local de las 30 comunas de la Región del Maule.